# Districten van Luxemburg (land)
Tot 3 oktober 2015 was het Groothertogdom Luxemburg ingedeeld in drie districten die op hun beurt weer bestonden uit kantons:
| 1. District Diekirch - Kanton Clervaux - Kanton Diekirch - Kanton Redange - Kanton Vianden - Kanton Wiltz 2. District Grevenmacher - Kanton Echternach - Kanton Grevenmacher - Kanton Remich 3. District Luxemburg - Kanton Capellen - Kanton Esch-sur-Alzette - Kanton Luxemburg - Kanton Mersch |

De indeling werd bepaald door de wet van 24 februari 1843. De drie districten bestonden reeds toen het land deel uitmaakte van het pas onafhankelijke België (gedurende de periode 1831-1839). Terwijl de benaming "district" behouden werd in Luxemburg, werden ze in België hernoemd naar "arrondissementen".
Elk district stond onder toezicht van een districtscommissaris, analoog aan een arrondissementscommissaris in België.
Bij wet van 2 september 2015 werden de districten met ingang van 3 oktober 2015 afgeschaft.